# Walther Matzdorff

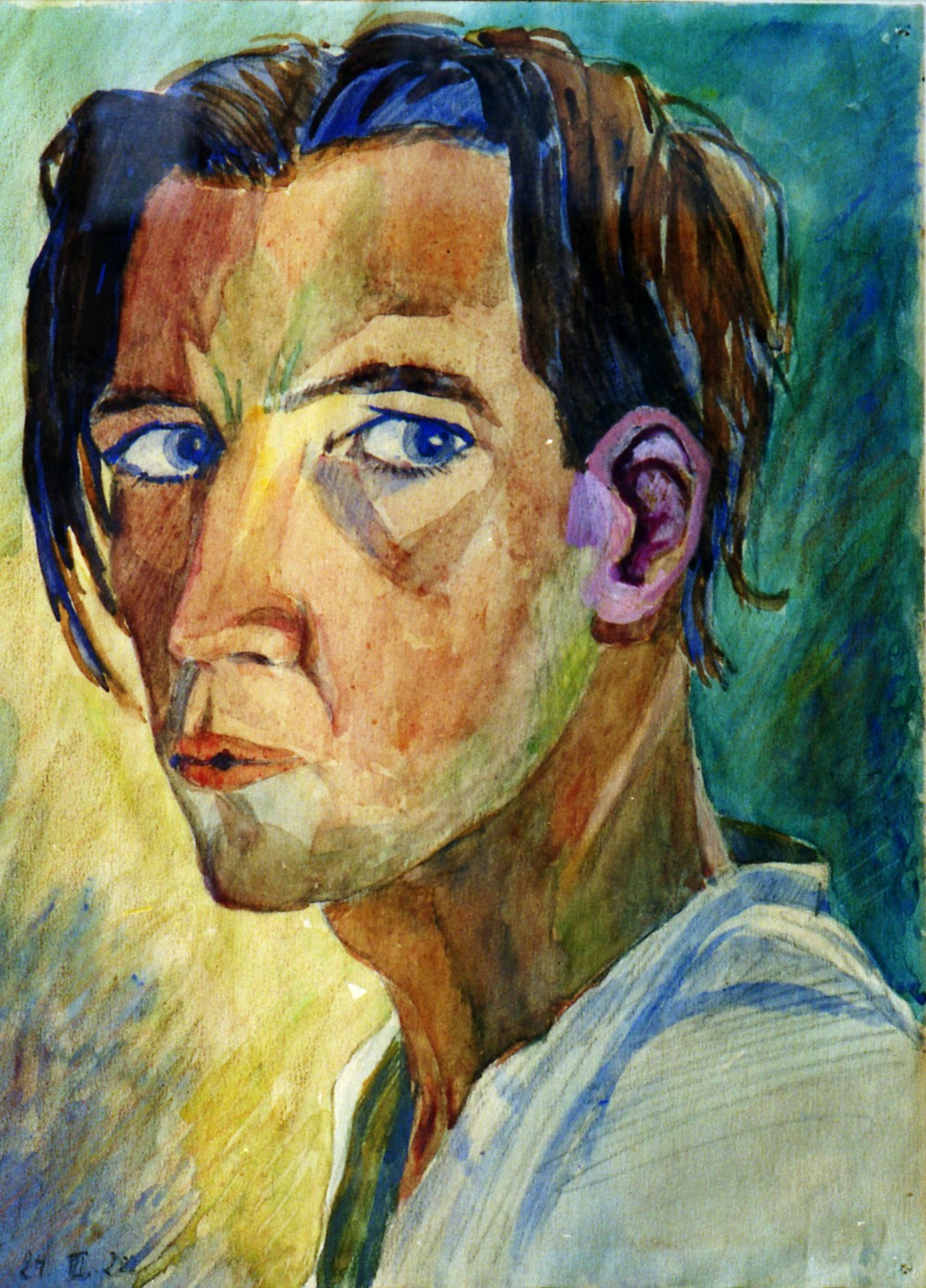
Walther Matzdorff: Selbstbildnis, 1922

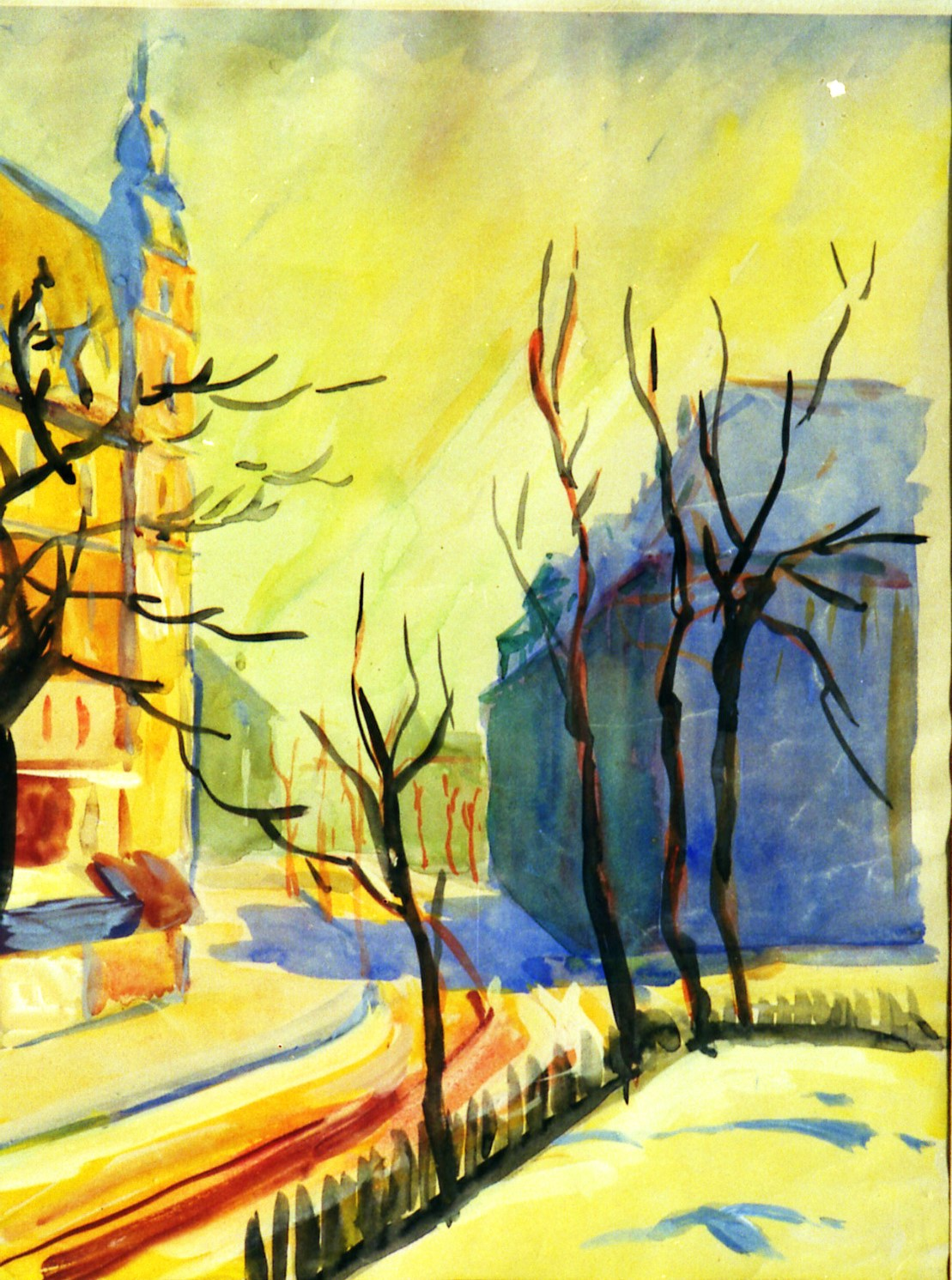
Dresden 1922: Blick von der Kunstgewerbeschule nach Nordwest

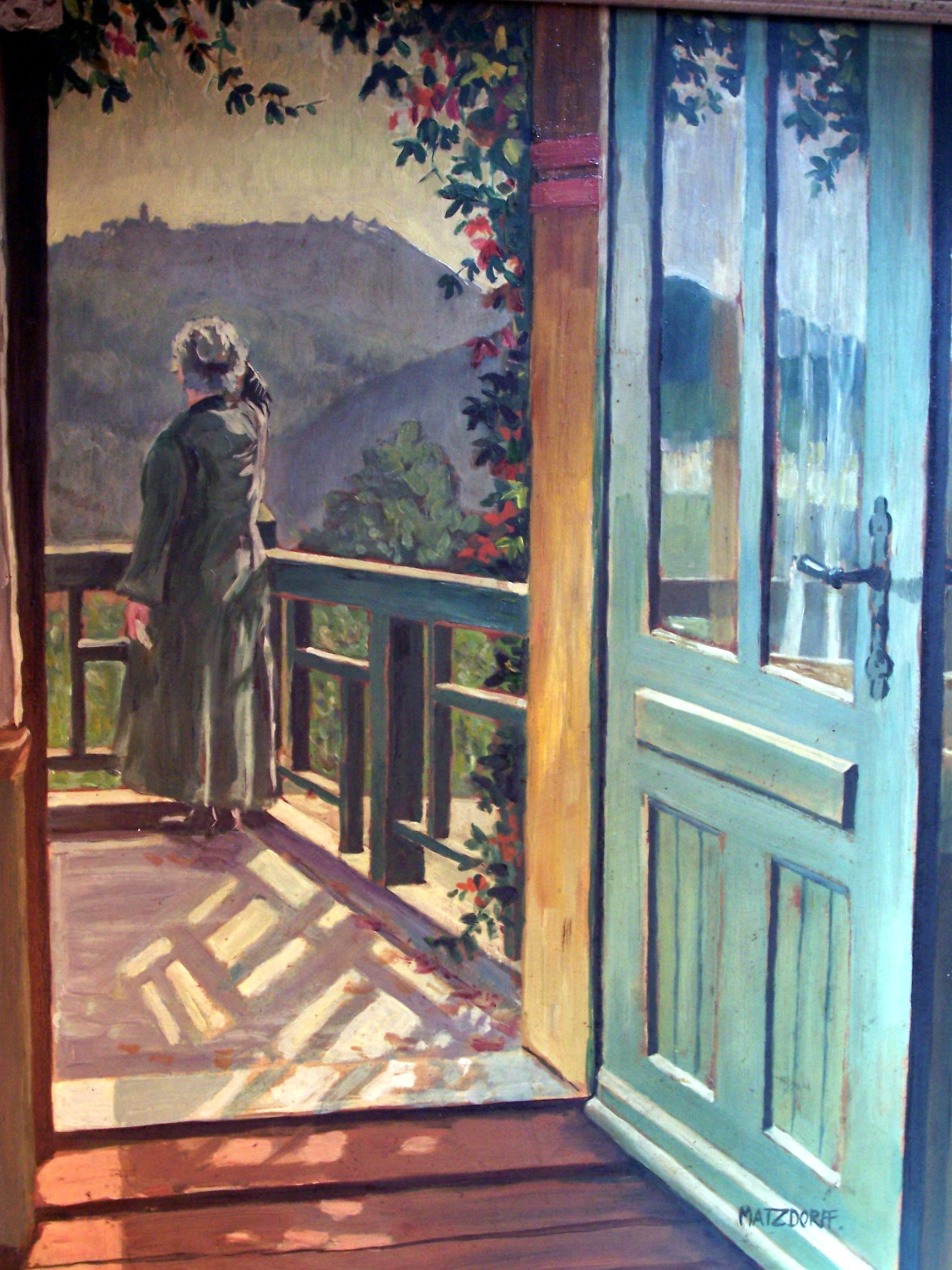
Erdmannsdorf 1940: Mutter blickt zur Augustusburg

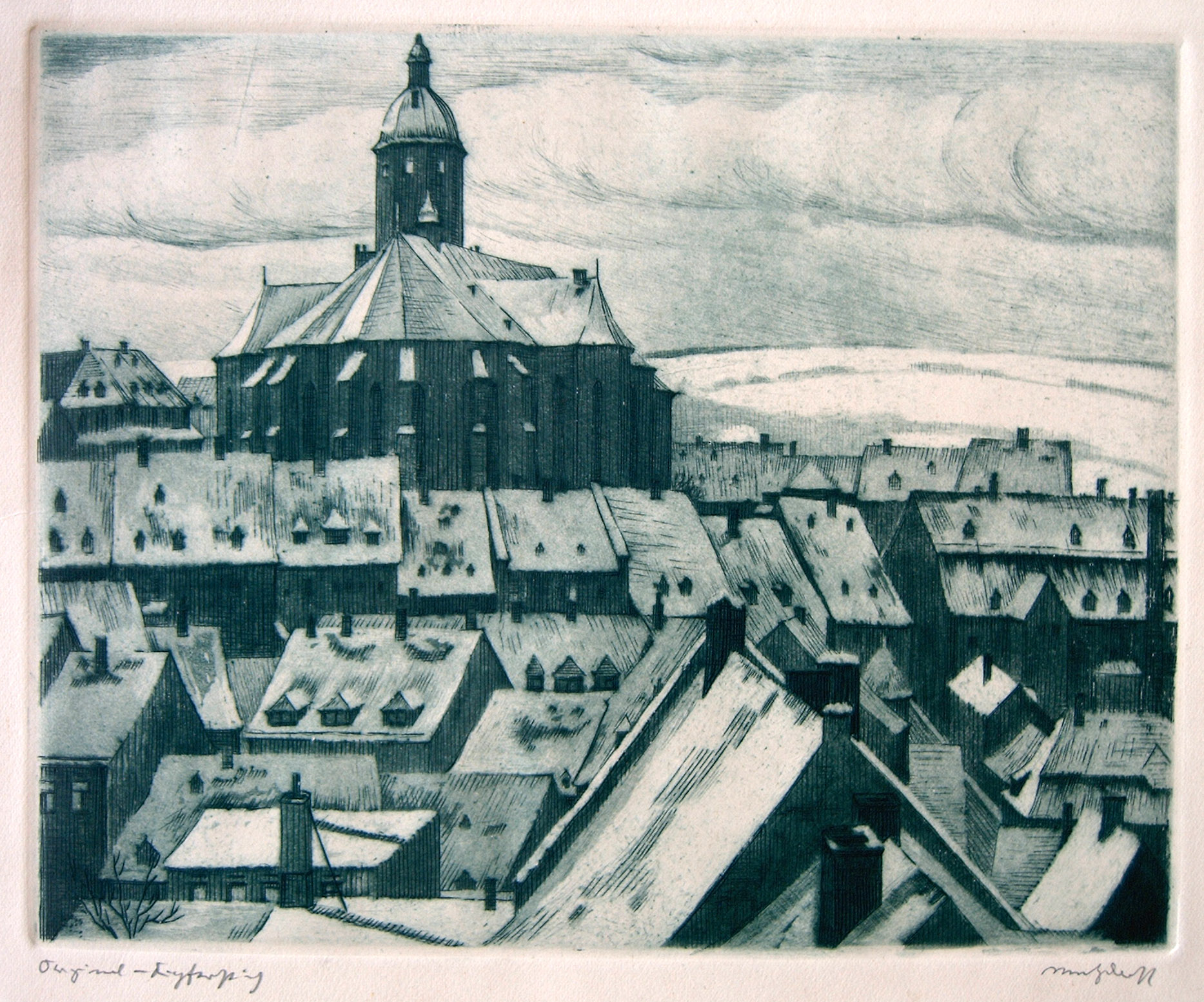
Annaberg 1940 (Kupferstich)

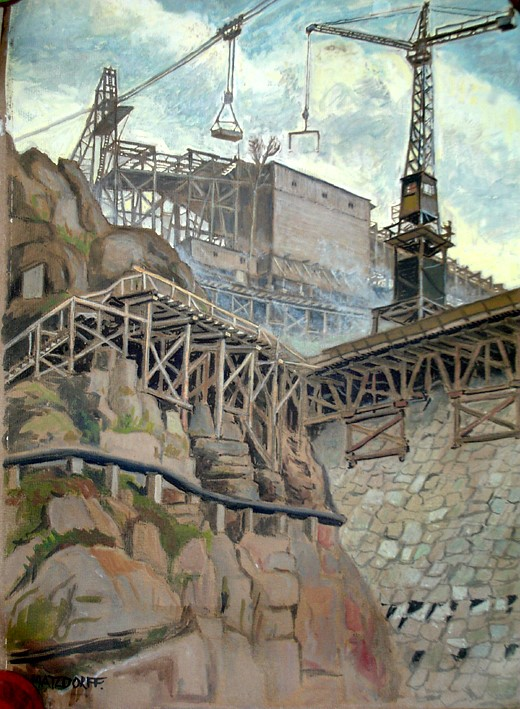
Talsperre Sosa im Bau, 1951

Walther Matzdorff (* 12. Februar 1901 in Erdmannsdorf (Augustusburg); † 3. November 1951 in Annaberg-Buchholz) war ein deutscher Maler und Grafiker, Zeichen- und Werklehrer. Sein künstlerisches Werk umfasst Porträts und Porträtskizzen, Aquarelle, Kupferstiche, Radierungen, Lithografien, Holz- und Linolschnitte, Zeichnungen und Skizzen, oft mit Motiven von seinen Reisen und aus dem Erzgebirge.

## Leben und Wirken
Walther Matzdorff war von 1926 bis 1945 als Zeichen- und Werklehrer am Staatsrealgymnasium, später Anton-Günther-Schule, und als freischaffender Maler in Annaberg tätig. Er war verheiratet mit Annemarie Sonntag (* 21. Juli 1912 in Löbejün, † 8. Juni 1991 in Wermsdorf), das Paar hatte sechs Kinder.

### Herkunft
Die Vorfahren Matzdorffs wohnten in Berlin, von 1784 bis 1865 an der Stechbahn 5, gegenüber dem Schloß. Kommerzienrat Carl August Matzdorff (1765–1839), war Buchhändler und erster Verleger des deutschen Schriftstellers Jean Paul. Der deutsche Dichter Karl Philipp Moritz war sein Schwager. Er war Mitglied der Freimaurerloge „St. Johannisloge zu den drei Seraphim im Orient Berlin“ und dort Deputierter Meister und später Ehrenmeister. Auch seine Nachkommen Carl Anton Matzdorff (1792–1856) und Friedrich Wilhelm Ludwig Oscar Matzdorff (1831–1891) waren aktive Freimaurer und übernahmen leitende Rollen in dieser Loge, Carl Anton Matzdorff war ab 1847 bis zu seinem Tod „Meister vom Stuhl“. Walther Matzdorffs Vater, Hans Matzdorff (1864–1926), war Landarzt in Erdmannsdorf und lebenslang aktiv in der „Turnerschaft Salia zu Jena“.

### Frühes Leben und Ausbildung
Matzdorff wuchs in Erdmannsdorf (Augustusburg) auf. Trotz einer Kinderlähmung, die zu einer Lähmung seines linken Arms führte, entwickelte er früh eine Leidenschaft für das Zeichnen und Malen. Er absolvierte das Realgymnasium in Chemnitz, wurde jedoch aufgrund häufiger Mal-Reisen nicht zur Abschlussprüfung zugelassen. Ab 1921 besuchte er die Kunstgewerbeschule Dresden (ab 1920 Staatliche Akademie für Kunstgewerbe), wo er sich zum Zeichenlehrer ausbilden ließ. 1925 legte er die Prüfung zum „Zeichenlehrer an höheren Lehranstalten“ ab.

### Künstlerische Tätigkeit und Lehrberuf
Nach seinem Abschluss arbeitete Matzdorff zunächst in Dresden und Plauen, bevor er 1926 eine feste Anstellung als Zeichenlehrer am Staatsrealgymnasium in Annaberg erhielt. 1930/31 ließ er sich zum Werklehrer ausbilden. 1931 heiratete er Annemarie Sonntag. Ab 1931 war er auch Werklehrer. Neben seiner Lehrtätigkeit widmete er sich der Malerei.
Seine Werke zeigen eine Vorliebe für Landschaften, oft mit einer impressionistischen oder expressiven Handschrift. Hervorzuheben sind seine Aquarelle und Druckgrafiken, für die er eine Tiefdruckpresse erwarb. Während seiner Werklehrerausbildung 1930/31 am Pädagogischen Institut Leipzig, Seminar für Werkunterricht, besuchte er Dessau und setzte sich mit der Philosophie des Bauhauses auseinander.

### Einfluss des „Wandervogel“
Ab 1920 unternahm Matzdorff als Wandervogel ausgedehnte Reisen durch Deutschland und 1924 auch Italien und war 1922–1925 Gruppenleiter bei den Südosteuropafahrten des Wandervogel-Jungenbunds Gau Sachsen (Sächsische Jungenschaft), die er malend dokumentierte. 1927 folgte eine Südosteuropafahrt mit Annaberger Schülern. Während dieser Zeit (1920–1927) entstanden über 500 Aquarelle, Zeichnungen, Skizzen und Drucke.

### NS-Zeit und spätere Jahre
Zum 1. Mai 1933 trat Matzdorff der NSDAP bei (Mitgliedsnummer 1.955.385). Er übernahm keine Parteiämter. Nach dem Ende des Zweiten Weltkriegs wurde er aufgrund dieser Mitgliedschaft aus dem Schuldienst entfernt. Er arbeitete nun als freischaffender Künstler und lebte mit seiner Familie in wirtschaftlich schwierigen Verhältnissen. Seine Werke verkauften sich nur schwer, er musste sich mit Bühnenmalerei und Porträtaufträgen über Wasser halten. 1951 wurde ihm die Aufnahme in den Verband Bildender Künstler der DDR verwehrt, da seine Arbeiten nicht der Kunstrichtung Sozialistischer Realismus entsprächen. Er verstarb am 3. November 1951 nach kurzer Krankheit.

## Nachlass
Matzdorffs Arbeiten sind heute erhalten in:
- Museum für Thüringer Volkskunde Erfurt
- Vogtländisches Freilichtmuseum Eubabrunn
- Sammlung Erzgebirgische Landschaftskunst
- Donauschwäbisches Zentralmuseum Ulm
- Grassi Museum für Angewandte Kunst.

## Ausstellungen
- 1992: Annaberg, zum Tag der Sachsen
- 2012: Löbejün, zum Heimatfest[10]
- Donauschwäbisches Zentralmuseum Ulm[11]
- Grassi-Museum, Sonderausstellung 1924/25[12]
- 2023: Kulturhaus Aue; „Einblicke“ – Wanderausstellung der Sammlung Erzgebirgische Landschaftskunst[13]